# Gliczyca

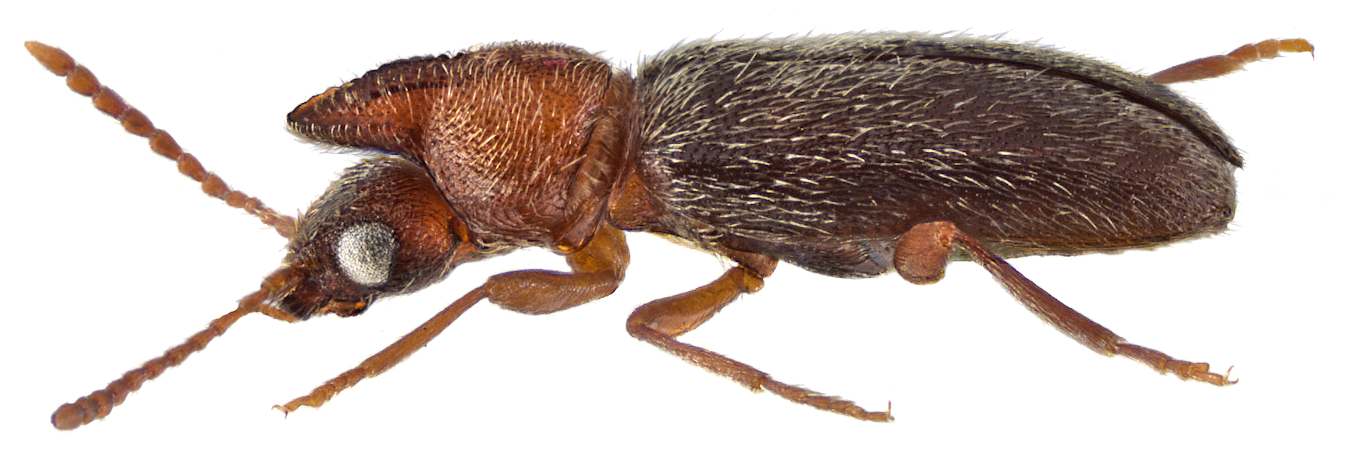
Notoxus amaculatus

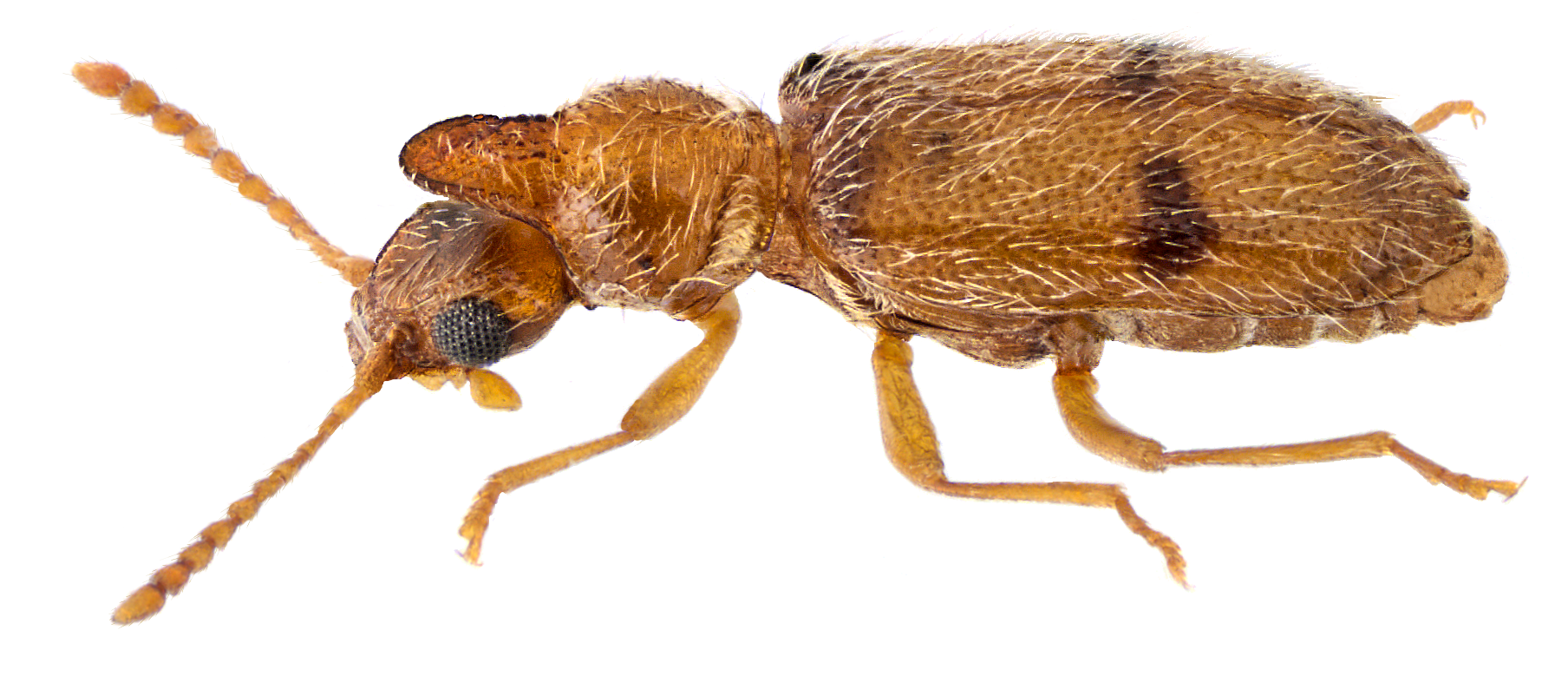
Notoxus senegalensis

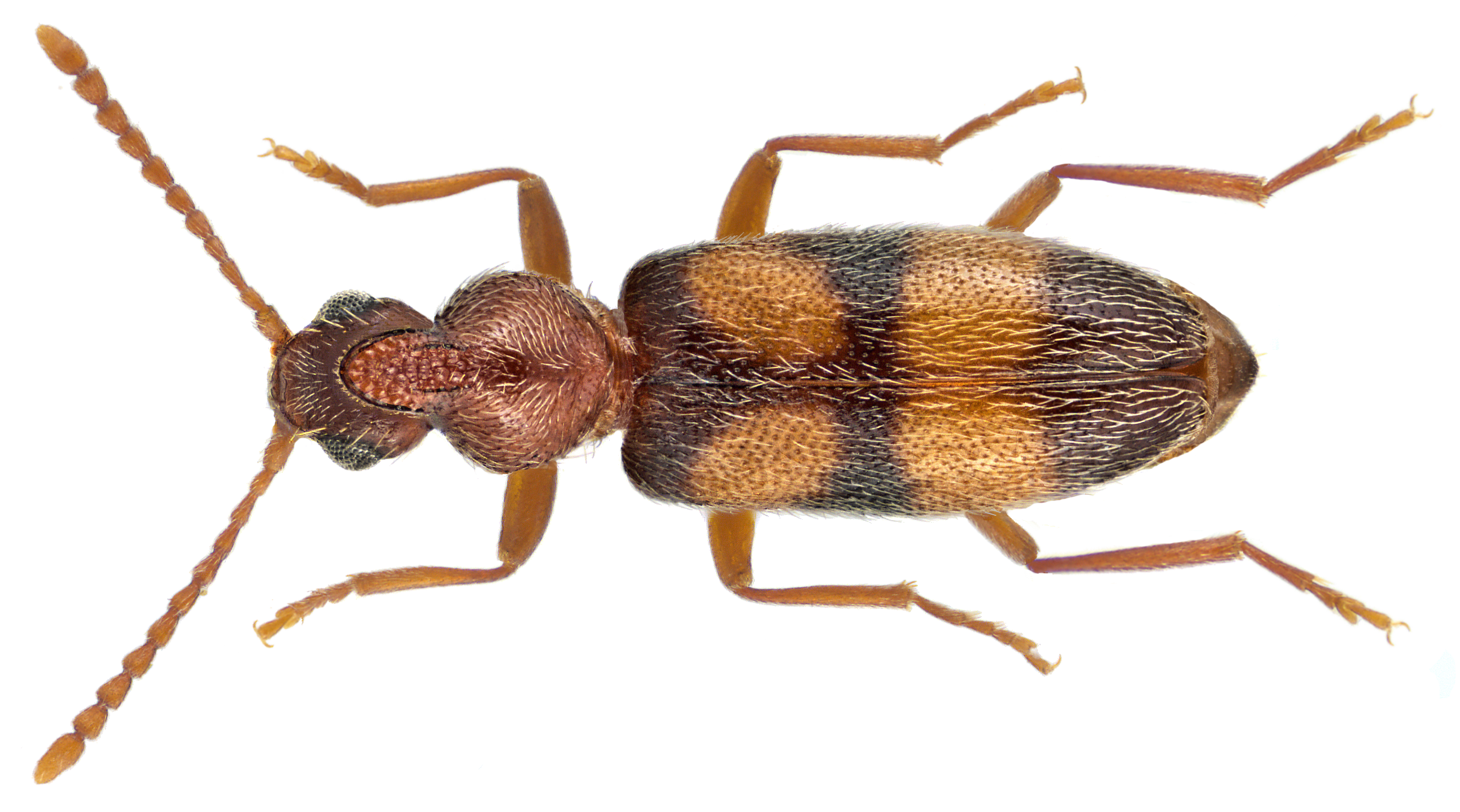
Notoxus longitarsus

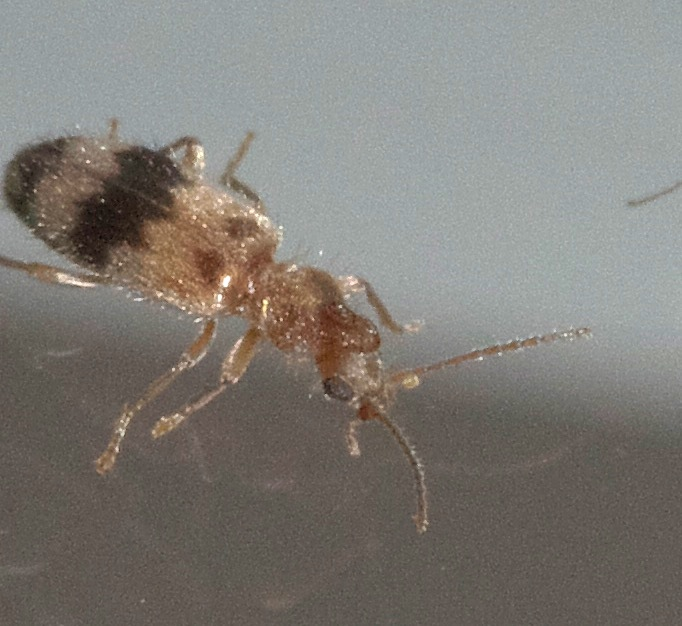
Notoxus calcaratus

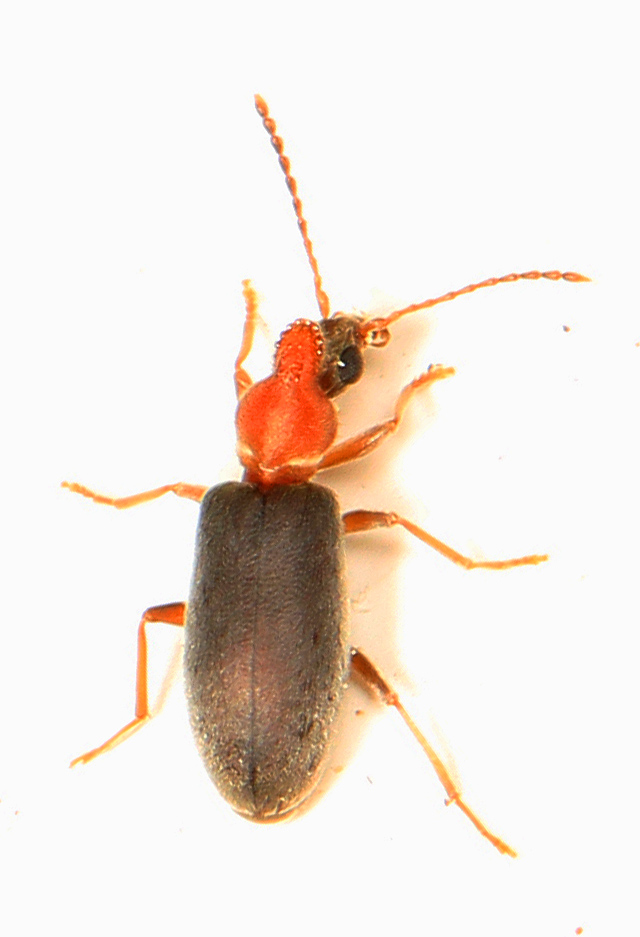
Notoxus murinipennis

Gliczyca (Notoxus) – rodzaj chrząszczy z rodziny nakwiatkowatych i podrodziny Notoxinae. Obejmuje ponad 300 opisanych gatunków. Znany jest ze wszystkich krain zoogeograficznych oprócz australijskiej.

## Morfologia
Chrząszcze o wydłużonym ciele, porośniętym przylegającym i zwykle jasnym owłosieniem oraz wmieszanymi w nie dłuższymi szczecinkami. W ich kolorystyce dominują różne odcienie brązu. Krótka i okrągła w zarysie głowa zaopatrzona jest duże, nieco nerkowate oczy złożone oraz umieszczone po bokach nadustka, stosunkowo smukłe czułki. Na powierzchni guli brak guzków czy zmarszczek. Jak u innych przedstawicieli podrodziny, przednia krawędź przedplecza wyciągnięta jest ponad głowę w długi, rogokształtny wyrostek. Ma on ząbkowane lub karbowane brzegi oraz parę silnie zbieżnych ku przodowi lub łączących się na przedzie, karbowanych listew. Poszczególne osobniki w obrębie tego samego gatunku różnić się mogą kształtem i ząbkowaniem rogu. Przednio-boczne brzegi przedplecza są wyokrąglone. U podstawy przedplecze jest przewężone i w tym miejscu biegnie, zwykle przerwana pośrodku, przepaska z gęstych i białych włosków, czym wyróżnia się on od podobnego Mecynotarsus. W ćwierci długości pokryw znajduje się poprzeczny wcisk. Odnóża są stosunkowo tęgie, o dość krótkich stopach z sercowatymi, nieco wyciętymi u szczytu przedostatnimi członami. Odwłok ma nasadowe bruzdy sternitów zaopatrzone w wyraźne dołeczki po bokach.

## Biologia i występowanie
Bionomia tych owadów jest słabo poznana. Imagines spotyka się na kwiatach i innych częściach roślin zielnych, bylin, krzewów, niższych gałęzi drzew oraz w ściółce. Żerują na pyłku, sokach wyciekających z roślin, jajach i małych larwach owadów.
Ich ciała zawierają trującą kantarydynę, którą pozyskują od chrząszczy z rodziny oleicowatych przez ich podgryzanie lub odżywianie się ich padliną. U samców kantarydyna jest gromadzona w gruczołach uchodzących u szczytu pokryw. Samice wybierają partnera do rozrodu sprawdzając ich wydzielinę. W entomologii wykorzystuje się pułapki ze świeżo uśmierconymi oleicami do ich wabienia.
Rodzaj niemal kosmopolityczny, znany ze wszystkich krain zoogeograficznych oprócz australijskiej. Większość gatunków zamieszkuje państwo holarktyczne i krainę etiopską. W Ameryce Południowej zasięg Notoxus ogranicza się do części północnej, gdzie reprezentują go nieliczne gatunki. W krainie orientalnej stwierdzono około 26 jego gatunków. Z Europy znanych jest 16 gatunków, z których w Polsce występują cztery: N. appendicinus, N. brachycerus, N. monoceros i N. trifasciatus.

## Taksonomia
Takson ten wprowadzony został w 1762 roku przez Étienne'a Louisa Geoffroya. Jest największym rodzajem podrodziny Notoxinae. Obejmuje ponad 300 opisanych gatunków, w tym:
- Notoxus anchora Hentz, 1827
- Notoxus angustulus Krekich-Strassoldo, 1919
- Notoxus apicalis LeConte, 1852
- Notoxus appendicinus J. Desbrochers des Loges, 1874[10]
- Notoxus arizonensis Fall, 1916
- Notoxus balteatus Casey, 1895
- Notoxus beameri Chandler, 2004
- Notoxus bifasciatus (LeConte, 1847)
- Notoxus binotatus (Gebler, 1829)
- Notoxus bipunctatus Chevrolat, 1777
- Notoxus blaisdelli Chandler, 1982
- Notoxus brachycerus (Faldermann, 1837)
- Notoxus brevicornis Fall, 1916
- Notoxus calcaratus Horn, 1884
- Notoxus carrorum Chandler, 2004
- Notoxus caudatus Fall, 1901
- Notoxus cavicornis LeConte, 1851
- Notoxus cavifrons La Ferté-Sénectère, 1849
- Notoxus cechovskyi Kejval, 1999
- Notoxus centralasiae Kejval, 1999
- Notoxus conformis LeConte, 1851
- Notoxus decoloratus LaFerté-Sénectère, 1849
- Notoxus denudatus Horn, 1884
- Notoxus desertus Casey, 1895
- Notoxus distortus Kejval, 2011[4]
- Notoxus doyeni Chandler, 1982
- Notoxus eurycerus von Kiesenwetter, 1861
- Notoxus falli Chandler, 1982
- Notoxus fenyesi Chandler, 1982
- Notoxus filicornis Casey, 1895
- Notoxus garuda Kejval, 2011[4]
- Notoxus gelidus Chandler, 1978
- Notoxus golestanus Kejval, 1999
- Notoxus hageni Chandler, 1982
- Notoxus haustrus Chandler, 1977
- Notoxus hilaris Kejval, 2011[4]
- Notoxus hirsutus Champion, 1890
- Notoxus hirtus La Ferté-Sénectère, 1849
- Notoxus impavidus Kejval, 2011[4]
- Notoxus inbasaliformis Kejval, 2011[4]
- Notoxus intermedius Fall, 1916
- Notoxus iuvenis Kejval, 2011[4]
- Notoxus katthapa Kejval, 2011[4]
- Notoxus lancifer Olivier, 1811
- Notoxus lobicornis Reiche, 1864
- Notoxus lonai Bucciarelli, 1973
- Notoxus lustrellus Casey, 1895
- Notoxus manitoba Chandler, 1982
- Notoxus marginatus LeConte, 1852
- Notoxus mauritanicus La Ferté-Sénectère, 1847
- Notoxus miles W. L. E. Schmidt, 1842
- Notoxus monoceros (Linnaeus, 1761) – gliczyca jednorożec
- Notoxus monodon (Fabricius, 1801)
- Notoxus montanus Casey, 1895
- Notoxus montivagus Kejval, 1999
- Notoxus murinipennis (J. E. LeConte, 1824)
- Notoxus nevadensis Casey, 1895
- Notoxus nuperus Horn, 1884
- Notoxus pachodenba Kejval, 2011[4]
- Notoxus paradoxus Chandler, 1982
- Notoxus photus Chandler, 1978
- Notoxus pictus Casey, 1895
- Notoxus pilati LaFerté-Sénectère, 1849
- Notoxus planicornis LaFerté-Sénectère, 1849
- Notoxus politus Chandler, 1982
- Notoxus postictus Chandler, 1978
- Notoxus quadrimaculatus Heyden, 1887
- Notoxus ravana Kejval, 2011[4]
- Notoxus robustus Casey, 1895
- Notoxus rossi Chandler, 1982
- Notoxus rubetorum Truqui, 1855
- Notoxus safraneki Kejval, 2011[4]
- Notoxus sareptanus Heberdey, 1936
- Notoxus schwarzi Horn, 1892
- Notoxus seminole Chandler, 1982
- Notoxus serratus (LeConte, 1847)
- Notoxus siculus La Ferté-Sénectère, 1849
- Notoxus simulans Heberdey, 1935
- Notoxus sodalis Kejval, 2011[4]
- Notoxus sparsus LeConte, 1859
- Notoxus spatulifer Casey, 1895
- Notoxus strejceki Kejval, 1999
- Notoxus subtilis LeConte, 1852
- Notoxus trifasciatus Rossi, 1792
- Notoxus werneri Chandler, 1982
- Notoxus whartoni Chandler, 1982
- Notoxus youngi Chandler, 1982
- Notoxus zambalensis Telnov, 2012[8]